# Boeing C-108 Flying Fortress
C-108 Flying Fortress là định danh của 4 chiếc máy bay ném bom hạng nặng B-17 Flying Fortress của Hoa Kỳ được hoán cải thành máy bay vận tải trong Chiến tranh thế giới II.

## Biến thể
XC-108
YC-108
XC-108A
XC-108B
CB-17G
VB-17G

## Quốc gia sử dụng
United States
- Không quân Lục quân Hoa Kỳ

## Tính năng kỹ chiến thuật (XC-108)
Đặc tính tổng quát
- Kíp lái: 5
- Sức chứa: Tướng Douglas MacArthur và phụ tá
- Chiều dài: 74 ft 4 in (22,66 m)
- Sải cánh: 103 ft 10 in (31,65 m)
- Chiều cao: 19 ft 1 in (5,82 m)
- Diện tích cánh: 1,527 foot vuông (0,1419 m2)
- Động cơ: 4 × Wright R-1820-65 , 1.200 hp (890 kW)  mỗi chiếc

Hiệu suất bay
- Vận tốc cực đại: 261 kn; 483 km/h (300 mph)

Vũ khí trang bị

- Súng: 4 × 0,5 in (13 mm) súng máy M2 Browning